# ГЕС Hornitos
ГЕС Hornitos — гідроелектростанція в центральній частині Чилі у регіоні Вальпараїсо (V регіон). Знаходячись перед ГЕС Аконкагуа, становить верхню ступінь каскаду у сточищі річки Аконкагуа, яка впадає в Тихий океан за два десятки кілометрів на північ від Вальпараїсо.
Забір ресурсу для роботи станції відбувається в районі впадіння у Juncal (правий витік Аконкагуа) її правої притоки Juncalillo. Тут на мису, утвореному сходженням двох річок, облаштували обвалований дамбами накопичувальний резервуар з площею поверхні 3,84 гектара та об'ємом 173 тис. м3. Звідси починається дериваційний шлях, який одразу проходить під руслом Juncalillo та далі прямує через правобережний гірський масив Juncal. Усього ця траса налічує 12,1 км, з яких 10,5 км припадає на тунелі. Також облаштовано водоводи-переходи над правими притоками Juncal Ojos de Agua та El Peñón, при цьому на останній облаштовано третій водозабір. Всього для роботи ГЕС відбирається 13 м3/с, в тому числі 4 м3/с з Juncalillo та 1 м3/с з El Peñón.
По завершенні тунелю по схилу гори до машинного залу спускається напірний водовід довжиною 0,8 км. Основне обладнання станції становить одна турбіна типу Пелтон потужністю 61 МВт, яка працює при напорі у 550 метрів.
Відпрацьована вода потрапляє в підвідний канал ГЕС Аконкагуа, який незадовго до того відходить від річки Juncal.
Видача продукції відбувається по ЛЕП, розрахованій на роботу під напругою 220 кВ.